# Noordeind (Emmen)
Noordeind is een straat in Emmen. Aan de straat liggen twee rijksmonumenten, te weten rijksmonument 45371, een hunebed (D43), en rijksmonument 14959, een boerderij met achterbaander en vakwerk in de gevel van het woondeel.
Uit opgravingen is gebleken dat Noordeind een van de oudste delen van Emmen is. Amateurhistoricus Gerrie van der Veen gaat ervan uit dat de straat in de 7e eeuw is ontstaan.
Aan het Noordeind is de cultuurhistorische museumboerderij het Nabershof gevestigd in een boerderij uit 1681.